# Mihail Berceanu
Mihail G. Berceanu (n. 29 iunie 1882, Brăila – d. 29 august 1957) a fost un om politic român, membru al Partidul Național Liberal, care a îndeplinit mai multe funcții politice și administrative. 

## Biografie
Mihail Berceanu și-a luat doctoratul în drept la Paris, la vârsta de 27 de ani, iar la întoarcerea în țară a devenit șef de cabinet al prim-ministrului Ionel Brătianu, profesor suplinitor la Universitatea din București, iar din 1910, conferențiar. În 1913 a fost numit prefect de Ialomița, iar în 1917, comisar al guvernului pe lângă armata rusă. A ocupat apoi pe rând funcțiile de prefect al județelor Roman, Vaslui și Brăila, iar între 1923 și 1926 a fost ajutor de primar al orașului București, în mandatul lui Ioan E. Costinescu. În această calitate, Berceanu a fost responsabil cu înființarea, reglementarea, organizarea și finanțarea așezămintelor culturale și religioase ale orașului.
În 1928, Mihail Berceanu s-a numărat printre fondatorii mișcării „Tineretul liberal”, devenind președintele acesteia. A fost deputat de Ilfov și de Ialomița, vicepreședinte al Camerei Deputaților, primar al sectorului III Albastru și președintele organizației PNL din acel sector.
A fost ministru subsecretar de stat la Ministerul Agriculturii și Domeniilor, iar pe 11 aprilie 1937 a fost numit pe aceeași poziție la Ministerul de Industrie și Comerț, unde ministru era Valer Pop.